# Chiassa
Die Chiassa (auch La Chiassa) ist ein 16 km langer Fluss in der Provinz Arezzo, Toskana, der als Torrente klassifiziert ist. Sie entspringt am Monte Filetto nördlich von Arezzo und mündet als linker Nebenfluss bei Giovi (Giovi-Ponte alla Chiassa, Ortsteil von Arezzo) in den Arno.

## Verlauf

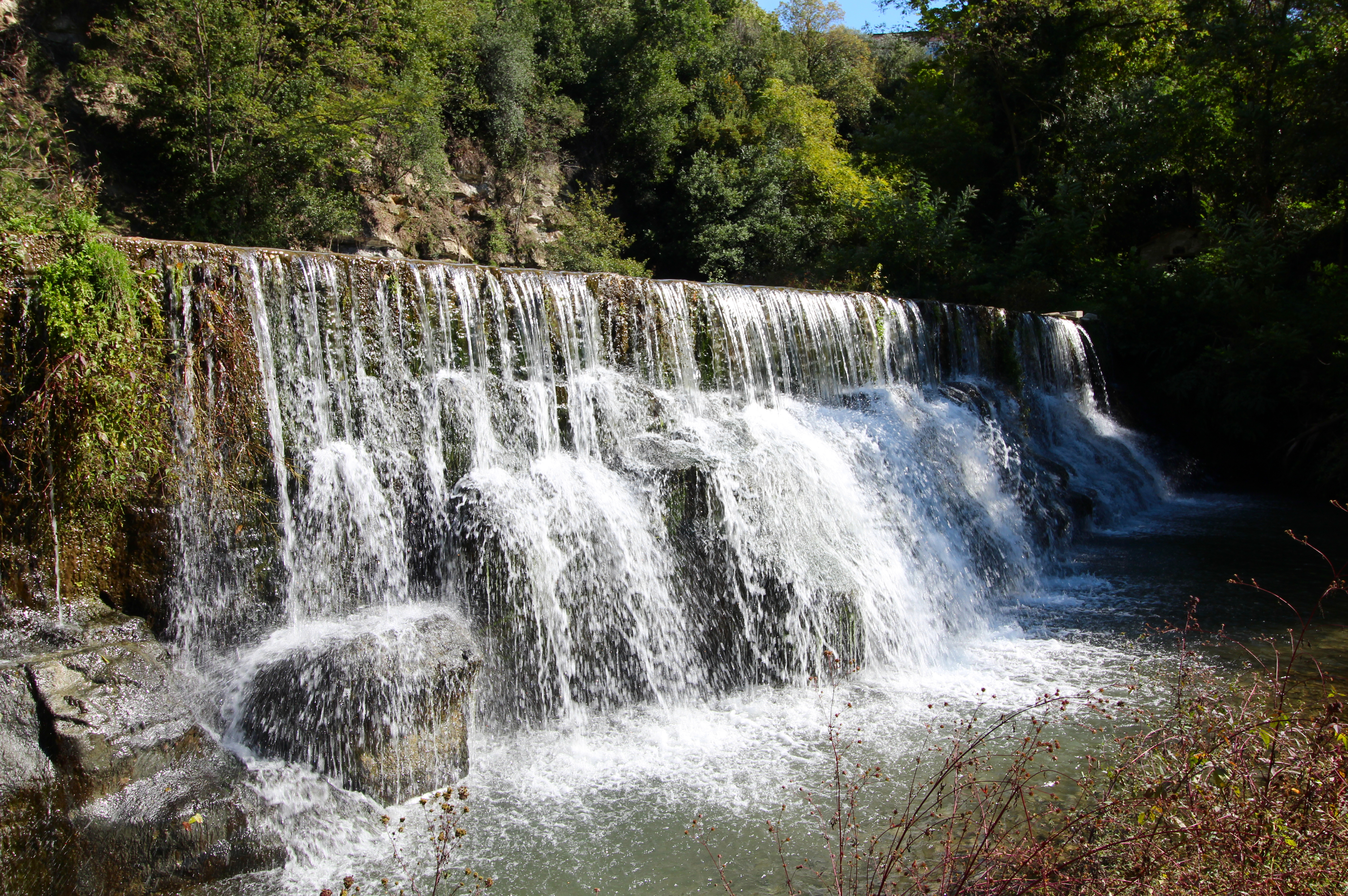
Der Wasserfall des Chiassa bei Giovi

### Oberlauf
Der Torrente Chiassa entspringt im Casentino auf der westlichen Seite des Berges Monte Filetto (1289 m s.l.m.) im Gebirgszug der Alpe di Catenaia im nordöstlichen Gemeindegebiet von Subbiano. Von hier fließt er kurz östlich an dem Ort Falciano, einen Ortsteil von Subbiano (510 m s.l.m.) vorbei Richtung Süden bis nach Chiaveretto (Gemeinde Subbiano, 305 m s.l.m.), wo der Torrente kurz die Grenze zur Gemeinde Anghiari bildet. Kurz südlich des Ortes tritt von links der Chiassaccia, mit 12 km der größte Nebenfluss, aus dem Gebirgszug Alpe di Pote (östlich von Arezzo) ein.

### Unterlauf
Nach Chiaveretto dreht die Chiassa sich nach Südwesten und tritt in das Gemeindegebiet der Stadt Arezzo ein. Hier durchfließt er den aretiner Ortsteil Chiassa Superiore, empfängt von rechts den Fosso di Montegiovi und wendet sich nördlich von Chiassa-Tregozzano (266 m s.l.m.) nach Westen. Hier erreicht sie den Ortsteil Giovi-Ponte alla Chiassa (241 m s.l.m.), wobei sie zunächst Ponte alla Chiassa passiert, dann südlich von Giovi verläuft und unterhalb der Burg bei der ehemaligen Papiermühle Cartiera Boschi als linker Nebenfluss dem Arno zufließt.

## Fauna
Im Oberlauf dominieren hauptsächlich Lachsfische und Karpfenfische, im Unterlauf gibt es fast ausschließlich Karpfen sowie einige wenige Lachse und Grundeln.